# Алфијери Виторио (Палермо)
Алфијери Виторио (итал. Alfieri Vittorio) је насеље у Италији у округу Палермо, региону Сицилија.
Према процени из 2011. у насељу је живело 47 становника. Насеље се налази на надморској висини од 347 м.